# タクシン病院
タクシン病院（英語:Thaksin Hospital、タイ語：โรงพยาบาลทักษิณ）は、タイ南部スラートターニー県ムアンスラートターニー郡にある私立総合病院の一つである。1983年開院。

## 概略
タクシン病院はスラートウェーチャキット社（บริษัท สุราษฎร์เวชกิจ จำกัด）の経営する私立総合病院の一つである。ベッド数は約200床。ICU（集中治療室）はあるが、CCU（冠状動脈疾患集中治療室）はない。小児科医、産科医は常勤でいる。CT、MRIがあり、血液透析も可能。24時間救急救命治療もおこなっている。

## 沿革
1983年12月26日スラートウェーチャキット社の運営する10床規模の小規模私立病院として開院。その後順調に規模を拡大し、1996年には200床を保有する病院となっている。

## 国際対応
ほとんどの医師は英語が可能であるが、日本語通訳はいない。